# Werner Stuber
Werner Mortimer Stuber, né le 27 janvier 1900 et mort le 7 février 1957 à Berne, est un cavalier suisse de saut d'obstacles.

## Carrière
Aux Jeux olympiques d'été de 1924 à Paris, il remporte sur Girandole la médaille d'argent par équipe, après avoir à la quatorzième place en épreuve individuelle. Il participe aussi à la compétition de dressage et finit vingtième sur Queen Mary.
Aux Jeux olympiques d'été de 1928 à Amsterdam, il participe avec Ulhard à la compétition de dressage et finit vingt-cinquième.

## Source de la traduction
- (en) Cet article est partiellement ou en totalité issu de l’article de Wikipédia en anglais intitulé « Werner Stuber » (voir la liste des auteurs).